# ویلی-ل-موتیه
ویلی-ل-موتیه (به فرانسوی: Villy-le-Moutier) یک کمون در فرانسه با جمعیت ۳۳۰ نفر است که در Canton of Nuits-Saint-Georges واقع شده‌است.